# Eragrostis amabilis
Eragrostis amabilis är en gräsart som först beskrevs av Carl von Linné, och fick sitt nu gällande namn av Robert Wight och George Arnott Walker Arnott. Eragrostis amabilis ingår i släktet kärleksgrässläktet, och familjen gräs. Inga underarter finns listade i Catalogue of Life.

## Bildgalleri

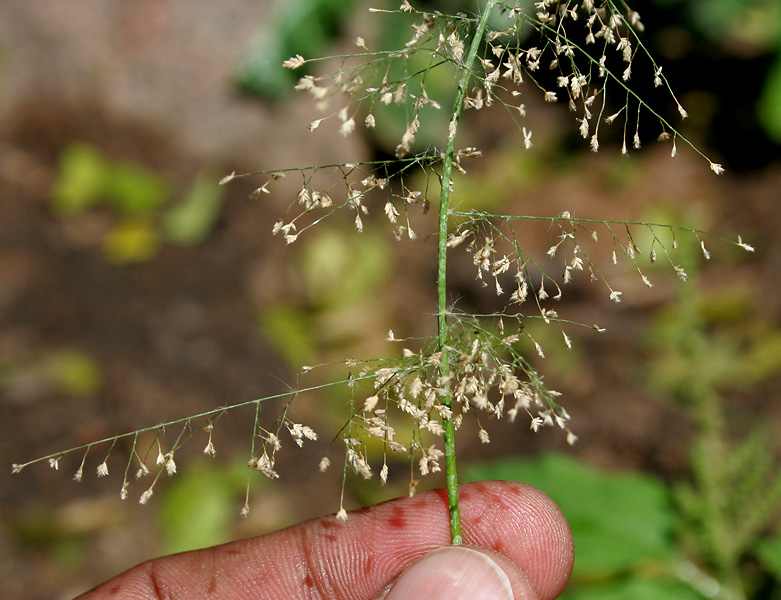
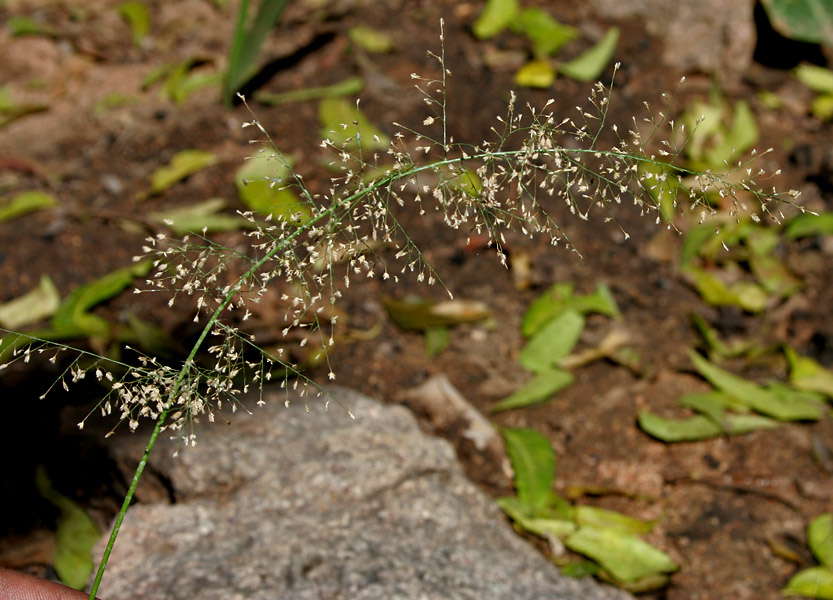
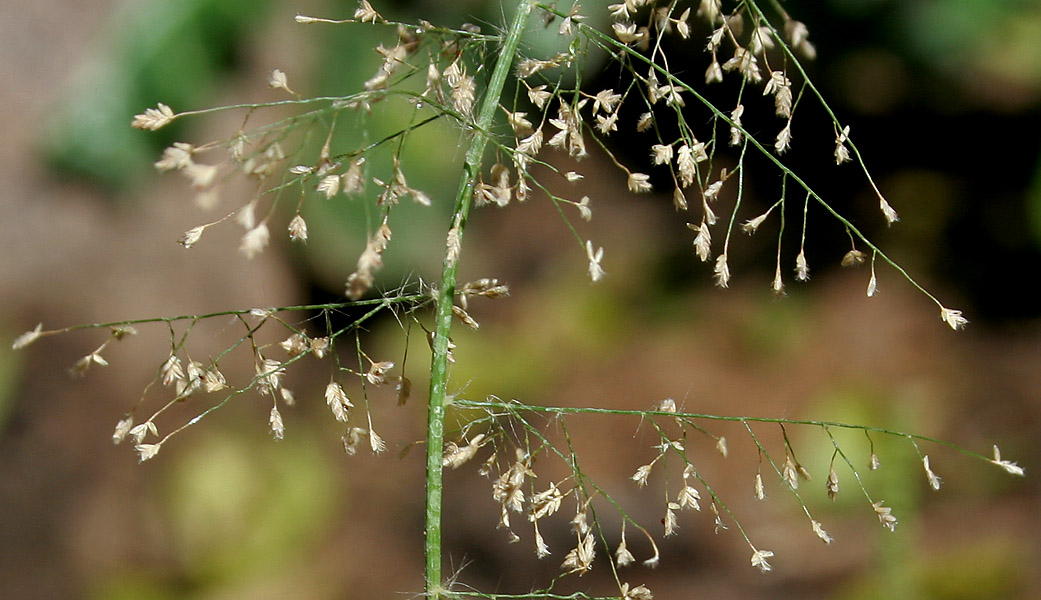
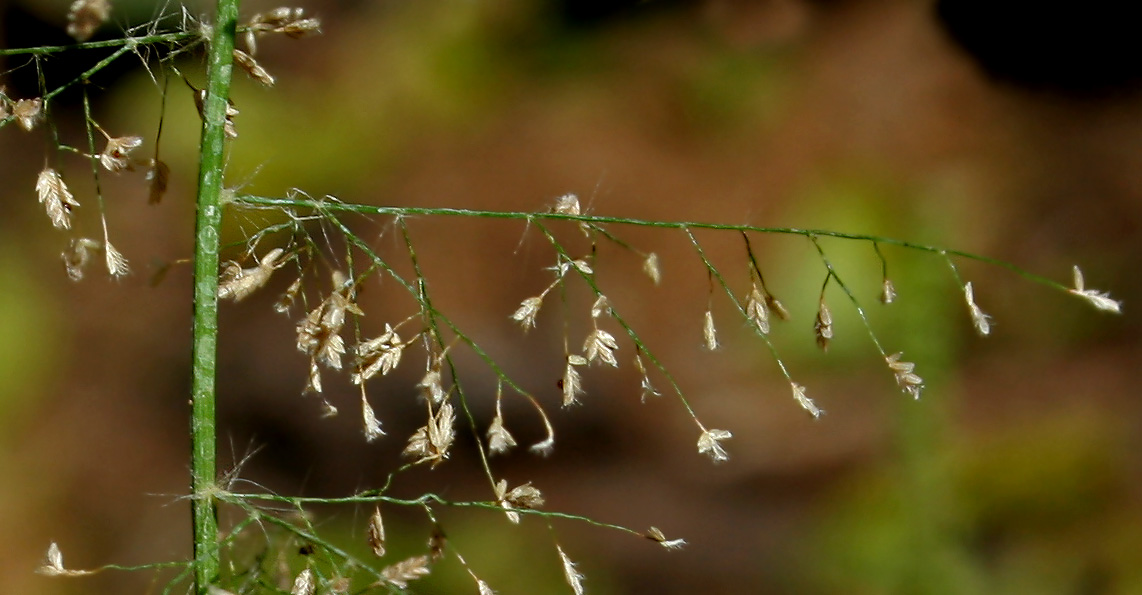